# Coleophora thuringiaca
Coleophora thuringiaca é uma espécie de mariposa do gênero Coleophora pertencente à família Coleophoridae.